# Конюк, Александр Владимирович
Александр Владимирович Конюк (бел. Аляксандр Уладзіміравіч Канюк; род. 11 июля 1960, Гродно) — белорусский государственный деятель. Чрезвычайный и полномочный посол Республики Беларуси в Республике Армения с 19 ноября 2020 года. Генеральный прокурор Республики Беларусь (2011—2020), государственный советник юстиции 1 класса (2015).

## Биография
Александр Владимирович Конюк родился 11 июля 1960 года в Гродно.
В 1982 году окончил юридический факультет Белорусского государственного университета по специальности «Правоведение».
С 1982 по 1984 годы — командир мотострелкового взвода 3-го гвардейского танкового полка 3-й гвардейской танковой дивизии 7-й танковой армии Белорусского военного округа в Борисове.
С 1984 года работал на различных должностях в военных судебных инстанциях: служил судебным секретарём в Кызыл-Ордынской области в Казахстане (1984—1985), судебным секретарём и старшим судебным секретарём в Кабуле (Афганистан) (1985—1987).
С 1987 года — член военного трибунала Минского гарнизона.
В 1993—1997 годах был судьей Белорусского военного суда. С 1997 года — председатель Минского межгарнизонного военного суда.
С 2006 по 2009 год — судья и председатель Белорусского военного суда.
С 2009 по 20 сентября 2011 года был заместителем Председателя, председателем военной коллегии Верховного Суда Республики Беларусь.
20 сентября 2011 года был назначен Генеральным прокурором Республики Беларусь.
9 сентября 2020 года Конюк был освобождён от должности Генерального прокурора Республики Беларусь. Президент Александр Лукашенко отметил, что Конюк работал в должности генерального прокурора девять лет и сказал: «Более того, человек надёжный, государственный, человек военный, прошел Афганистан, мы это знаем. Знает иностранные языки. У него есть желание поработать на дипломатической службе. Я не возражаю против такого желания. Нужно связаться с министром иностранных дел и попросить его подготовить свои предложения».
19 ноября 2020 года назначен чрезвычайным и полномочным послом Республики Беларуси в Республике Армения.
7 мая 2021 года в Ереване на международной туристической выставке IntourExpo имел место инцидент между известным блогером Александром Лапшиным и послом Республики Беларусь в Армении Александром Конюком. Оба были приглашены в качестве почетных гостей, при этом блогер демонстративно отказался пожать руку послу, а позже высказался за изгнание посла Александр Конюка из Армении. Свои действия Лапшин объяснил тем, что до сентября 2021 года Конюк занимал должность Генерального прокурора Республики Беларусь, и именно он принял решение об экстрадиции блогера в Азербайджан из-за журналистской поездки в Нагорный Карабах — его подпись стоит под экстрадиционными документами. Также блогер обвинил Конюка в причастности к насильственному подавлению мирных акций протеста в Минске летом 2021 года.

## Международные санкции
31 августа 2020 года Конюк был включён в список лиц, на которых наложен бессрочный запрет на въезд в Латвию, пятилетний запрет на въезд в Эстонию и запрет на въезд в Литву в связи с тем, что своими действиями он организовал и поддержал фальсификацию президентских выборов 9 августа и последующее насильственное подавление мирных протестов.
2 октября 2020 года было объявлено, что Канюк попал в санкционный список ЕС («Чёрный список ЕС»). Кроме того, на него распространены санкции Великобритании, Канады, Швейцарии. 20 ноября к октябрьскому пакету санкций ЕС присоединились Албания, Исландия, Лихтенштейн, Норвегия, Северная Македония, Черногория и Украина.

## Семья
- Жена — Светлана Конюк[1].
- Сын — Дмитрий Конюк, родился 22 июля 1988 года, в 2011 году окончил БГУ по специальности «Международное право», работал в Contrast-Avenue Ltd специалистом по защите авторских прав в Интернете, до конца марта 2020 года работал продуктовым менеджером в компании PandaDoc. Дмитрий Конюк публично выразил солидарность с бывшими коллегами на своей странице в Facebook[19]. Дмитрий Конюк также инициировал проект по поиску близких после августовских протестов и массовых и жёстких задержаний[5][20].
- Сын — Владимир, погиб в 2004 году[1].

## Награды
- орден «За службу Родине в Вооруженных Силах СССР» третьей степени (1986)
- 9 медалей
- знак отличия Предстоятеля Украинской православной церкви (2012)[21]
- Юбилейная медаль «МПА СНГ. 20 лет» (11 апреля 2013 года, Межпарламентская ассамблея СНГ) — за вклад в развитие и совершенствование правовых основ функционирования Содружества Независимых Государств, модельного и национального законодательства государств — участников МПА СНГ, а также в укрепление международных связей и межпарламентского сотрудничества[22]